# Veikko Salminen
Veikko Salminen (né le 12 août 1945 à Helsinki) est un pentathlonien et escrimeur finlandais. Il participe aux Jeux olympiques d'été de 1972 où il remporte une médaille de bronze en pentathlon moderne, et aux Jeux olympiques d'été de 1976 en escrime.

## Palmarès

### Jeux olympiques
- Jeux olympiques de 1972 à Munich,  Allemagne
  -  Médaille de bronze dans l'épreuve par équipe[1].